# Villarzel VD
| VD ist das Kürzel für den Kanton Waadt in der Schweiz. Es wird verwendet, um Verwechslungen mit anderen Einträgen des Namens Villarzel zu vermeiden. |

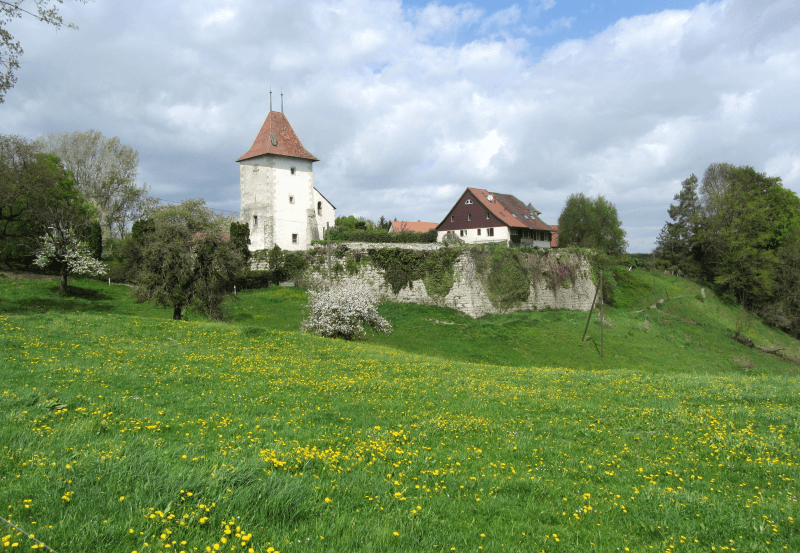
Chateau de Villarzel

Villarzel ist eine politische Gemeinde im Distrikt Broye-Vully des Kantons Waadt in der Schweiz.
Mit Wirkung auf den 1. Juli 2006 wurde die Fusion von Villarzel mit den Nachbargemeinden Rossens und Sédeilles rechtskräftig. Die neue politische Gemeinde trägt weiterhin den Namen Villarzel.

## Geographie
Villarzel liegt auf 622 m ü. M., 7 km südsüdwestlich des Bezirkshauptortes Payerne (Luftlinie). Das Strassenzeilendorf erstreckt sich auf einer Geländeterrasse am oberen östlichen Talhang der Broye, im östlichen Waadtländer Mittelland.
Die Fläche des 7,7 km² grossen Gemeindegebiets umfasst einen Abschnitt des Hügellandes zwischen dem Broyetal und dem Glânetal. Das Gebiet wird im Norden grösstenteils durch das tief in die Molasseschichten eingegrabene Tal des Dorfbachs von Marnand begrenzt. Von hier erstreckt sich der Gemeindeboden südwärts über den relativ sanft geneigten und teilweise von Geländeterrassen unterbrochenen Hang von Villarzel bis in das Waldgebiet Bois des Râpes (bis 751 m ü. M.). Östlich an die Höhe von Les Râpes schliessen sich die ebenfalls leicht nach Norden geneigten Hänge von Sédeilles und Rossens an. Im Forêt de Farzin wird mit 798 m ü. M. die höchste Erhebung von Villarzel erreicht. Nach Westen reicht das Gebiet beim Erosionstal des Baches Vauban bis in die Talniederung der Broye hinunter. Von der Gemeindefläche entfielen 1997 5 % auf Siedlungen, 24 % auf Wald und Gehölze und 71 % auf Landwirtschaft.
Zu Villarzel gehören der Ortsteil La Ville (604 m ü. M.) auf einem Vorsprung über dem Tal des Baches von Marnand sowie Sédeilles (688 m ü. M.) mit der Hofsiedlung Champs Paccot (694 m ü. M.), Rossens (721 m ü. M.) und einige Einzelhöfe. Nachbargemeinden von Villarzel sind Valbroye und Henniez im Kanton Waadt sowie Châtonnaye, Villaz und Romont (FR) im Kanton Freiburg.

## Bevölkerung
Mit 525 Einwohnern (Stand 31. Dezember 2023) gehört Villarzel zu den kleinen Gemeinden des Kantons Waadt. Von den Bewohnern sind 92,4 % französischsprachig, 5,0 % deutschsprachig und 1,3 % portugiesischsprachig (Stand 2000). Die Bevölkerungszahl von Villarzel belief sich 1900 noch auf 296 Einwohner. Nachdem die Bevölkerung bis 1990 durch starke Abwanderung um fast 50 % auf 158 Personen abgenommen hatte, wurde seither wieder eine leichte Bevölkerungszunahme beobachtet.

## Wirtschaft
Villarzel war bis in die zweite Hälfte des 20. Jahrhunderts ein vorwiegend durch die Landwirtschaft geprägtes Dorf. Noch heute haben der Ackerbau, der Obstbau und die Viehzucht eine wichtige Bedeutung in der Erwerbsstruktur der Bevölkerung. Einige weitere Arbeitsplätze sind im lokalen Kleingewerbe und im Dienstleistungssektor vorhanden. In den letzten Jahrzehnten hat sich das Dorf auch zu einer Wohngemeinde entwickelt. Einige Erwerbstätige sind Wegpendler, die in den umliegenden grösseren Ortschaften arbeiten.

## Verkehr
Die Gemeinde liegt abseits der grösseren Durchgangsstrassen an einer Verbindungsstrasse von Marnand nach Châtonnaye. Durch einen Postautokurs, der von Payerne nach Romont verkehrt, ist Villarzel an das Netz des öffentlichen Verkehrs angebunden.

## Geschichte

Luftbild (1963)

Die erste urkundliche Erwähnung des Ortes erfolgte 1228 unter dem Namen Vilarsel. Der Ortsname ist eine Diminutivform des Wortes Villars, das auf das spätlateinische villare (Weiler, Gehöft) zurückgeht.
Um 1214 liess Bischof Berthold von Neuenburg auf dem Sporn über dem Erosionstal des bei Marnand in die Broye mündenden Baches eine Burg erbauen, um die sich rasch eine kleine Siedlung entwickelte. Diese Siedlung wurde nach 1230 unter Bischof Bonifaz befestigt und hiess in Erinnerung an die bischöflichen Erbauer im Mittelalter Villarzel-l’Evêque. Die unter den Lausanner Bischöfen stehende Burgvogtei Villarzel umfasste im 13. und 14. Jahrhundert auch die Dörfer Sédeilles, Cerniaz, Rossens, Villars-Bramard, Marnand und Granges. Weil sich der Vogt nicht den Entscheidungen des Bischofs fügte, wurde das Schloss um 1300 auf Anweisung des letzteren niedergebrannt. Die Burg wurde zwar wiederaufgebaut, sank aber im Lauf des 15. Jahrhunderts zur Bedeutungslosigkeit ab und wurde dem Verfall preisgegeben.

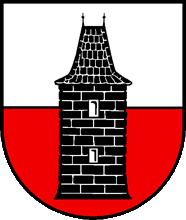
Altes Wappen von Villarzel

Mit der Eroberung der Waadt durch Bern im Jahr 1536 gelangte das Dorf unter die Verwaltung der Vogtei Moudon. Nach dem Zusammenbruch des Ancien Régime gehörte Villarzel von 1798 bis 1803 während der Helvetik zum Kanton Léman, der anschliessend mit der Inkraftsetzung der Mediationsverfassung im Kanton Waadt aufging. 1798 wurde es dem Bezirk Payerne zugeteilt.
Nachdem die Stimmberechtigten von Villarzel, Rossens und Sédeilles mit grossem Mehr für die Zusammenlegung ihrer Gemeinden votiert hatten, wurde die Fusion auf den 1. Juli 2006 rechtskräftig. Die neue politische Gemeinde heisst weiterhin Villarzel. Die Gesamtgemeinde erhielt als Sichtbarmachung der Fusion ein neues Wappen. Dabei wurde versucht, die Symbole der früheren Gemeinden in ein einziges Wappen zu integrieren.

## Sehenswürdigkeiten
Die ausserhalb des heutigen Dorfes nahe der ehemaligen Burg stehende reformierte Kirche geht im Kern auf die Mitte des 15. Jahrhunderts zurück und besitzt eine Glockenarkade. Von der ehemaligen bischöflichen Burg ist nur noch ein Wehrturm aus dem 13. Jahrhundert erhalten, der unter der Berner Herrschaft umgebaut und teilweise als Gefängnis benutzt wurde. Die Ruinen des Schlosses dienten als willkommener Steinbruch und wurden im Lauf der Zeit völlig abgetragen.
Das Dorf zeigt das seltene Beispiel eines einheitlichen Stils. Fast alle Bauernhäuser an der Dorfstrasse wurden im 17. Jahrhundert errichtet. Sie sind teilweise aneinandergebaut.